# Ceratozetes subinconspicuus
Ceratozetes subinconspicuus är en kvalsterart som först beskrevs av Berlese 1908.  Ceratozetes subinconspicuus ingår i släktet Ceratozetes och familjen Ceratozetidae. Inga underarter finns listade i Catalogue of Life.